# Peter Skellern
Peter Skellern (Bury, 14 maart 1947 – Lanteglos-by-Fowey, 17 februari 2017) was een Brits singer-songwriter en pianist.

## Biografie
Skellern behaalde zijn grootste succes in de eerste helft van de jaren zeventig van de 20e eeuw met de single You're a lady uit 1972. Zowel in België als in Nederland wist dit nummer tien weken in de hitparade te blijven, met een nummer-2-notering als hoogste resultaat in Nederland. In het Verenigd Koninkrijk eindigde het op plaats drie, in de Verenigde Staten op plaats vijftig. Dat wist hij later niet meer te evenaren. Al volgden er nog wel enkele singles die bleven steken in de tipparade in Nederland, zoals Roll away (1973) en Hold on to love (1975). In het buitenland scoorde het laatste nummer beter met een veertiende plaats in de Engelse hitlijsten. In 1978 bracht hij nog de single Love is the sweetest thing uit, maar dat kwam in de lage landen niet meer in de hitparades voor.
In latere jaren bleef Skellern muziek maken. In 1984 stelde hij een semi-klassieke muziekgroep (Oasis) samen, waar onder andere Julian Lloyd Webber en Mary Hopkin deel van uitmaakten. Hun debuutalbum, eveneens genaamd Oasis, bereikte plaats 23 in de UK Albums Chart en werd beloond met een zilveren plaat. De geplande tournee moest echter afgezegd worden nadat Hopkin ziek werd. Kort daarna werd de groep ontbonden.
Skellern heeft daarnaast diverse titelsongs geschreven en/of gezongen voor Engelse televisieseries als Billy Liar (1973) en Me and My Girl (1984). 
In 2017 overleed de zanger aan de gevolgen van kanker. Hij werd een paar maanden voor zijn dood tot priester in de Anglicaanse Kerk gewijd.

## Discografie

### Singles
| Single met eventuele hitnotering(en) in de Nederlandse Top 40 | Datum van verschijnen | Datum van binnenkomst | Hoogste positie | Aantal weken | Opmerkingen                              |
| ------------------------------------------------------------- | --------------------- | --------------------- | --------------- | ------------ | ---------------------------------------- |
| You're a lady                                                 | 1972                  | 28-10-1972            | 2               | 10           | Nr. 2 in de Single Top 100 / Alarmschijf |
| Roll away                                                     | 1973                  | 19-05-1973            | tip19           | -            |                                          |
| Hold on to love                                               | 1975                  | 26-04-1975            | tip24           | -            |                                          |

| Single met hitnotering(en) in de Vlaamse Ultratop 50 | Datum van verschijnen | Datum van binnenkomst | Hoogste positie | Aantal weken | Opmerkingen |
| ---------------------------------------------------- | --------------------- | --------------------- | --------------- | ------------ | ----------- |
| You're a Lady                                        | 1972                  | 18-11-1972            | 9               | 10           |             |

### NPO Radio 2 Top 2000
| Nummer met noteringen in de NPO Radio 2 Top 2000 | '99  | '00 | '01  | '02  | '03  | '04  | '05  | '06  | '07 | '08  |
| ------------------------------------------------ | ---- | --- | ---- | ---- | ---- | ---- | ---- | ---- | --- | ---- |
| You're a Lady                                    | 1186 | -   | 1622 | 1681 | 1743 | 1973 | 1701 | 1864 | -   | 1940 |

1. ↑  Een '-' betekent dat het nummer niet was genoteerd en een vetgedrukt getal geeft de hoogste notering aan.
2. ↑  Deze tabel is bijgewerkt tot en met de laatste editie (2024).